# Ricardo Tavarelli
Ricardo Javier Tavarelli Paiva (* 2. August 1970 in Asunción) ist ein ehemaliger paraguayischer Fußballtorhüter.

## Laufbahn
Tavarelli begann seine Profikarriere bei Olimpia Asunción. Mit dem Verein war er sehr erfolgreich und konnte mehrere Titel gewinnen. So gelang neben dem Torneo Republica-Sieg 1992 sechs Mal der Gewinn der nationalen Meisterschaft.
2002 war ein besonderes Jahr für Tavarelli. Zum einen nahm er mit der Nationalmannschaft an der Weltmeisterschaft teil, zum anderen gewann er die Copa Libertadores und stand anschließend mit seinem Verein im Finale des Weltpokals. Allerdings wurde das Spiel mit 0:2 gegen Real Madrid verloren. Ein Jahr später erfolgte mit einem 2:0-Erfolg gegen San Lorenzo der nächste internationale Titelgewinn in der Recopa Sudamericana.
2004 verließ Tavarelli seinen Heimatverein und wechselte zu Grêmio Porto Alegre nach Brasilien. Allerdings blieb ihm dort der große Erfolg verwehrt und er kehrte zu Olipmia zurück. Bei Sportivo Luqueño beendete er anschließend seine Karriere.
Tavarelli hatte in der Nationalmannschaft mit José Luis Chilavert einen starken Konkurrenten, so dass er kaum zu Länderspieleinsätzen kam. 2002 kam er zu seinem einzigen Weltmeisterschaftseinsatz, da Chilavert zum Auftakt des Turniers gesperrt war.

## Sonstiges
Wegen seiner schnellen Reflexe erhielt Tavarelli den Spitznamen „El Mono“ („Der Affe“). Sein ehemaliger Nationalmannschaftskollege Roque Santa Cruz ist mit der Schwester Tavarellis, Giselle, verheiratet.